# Beate Kimmel

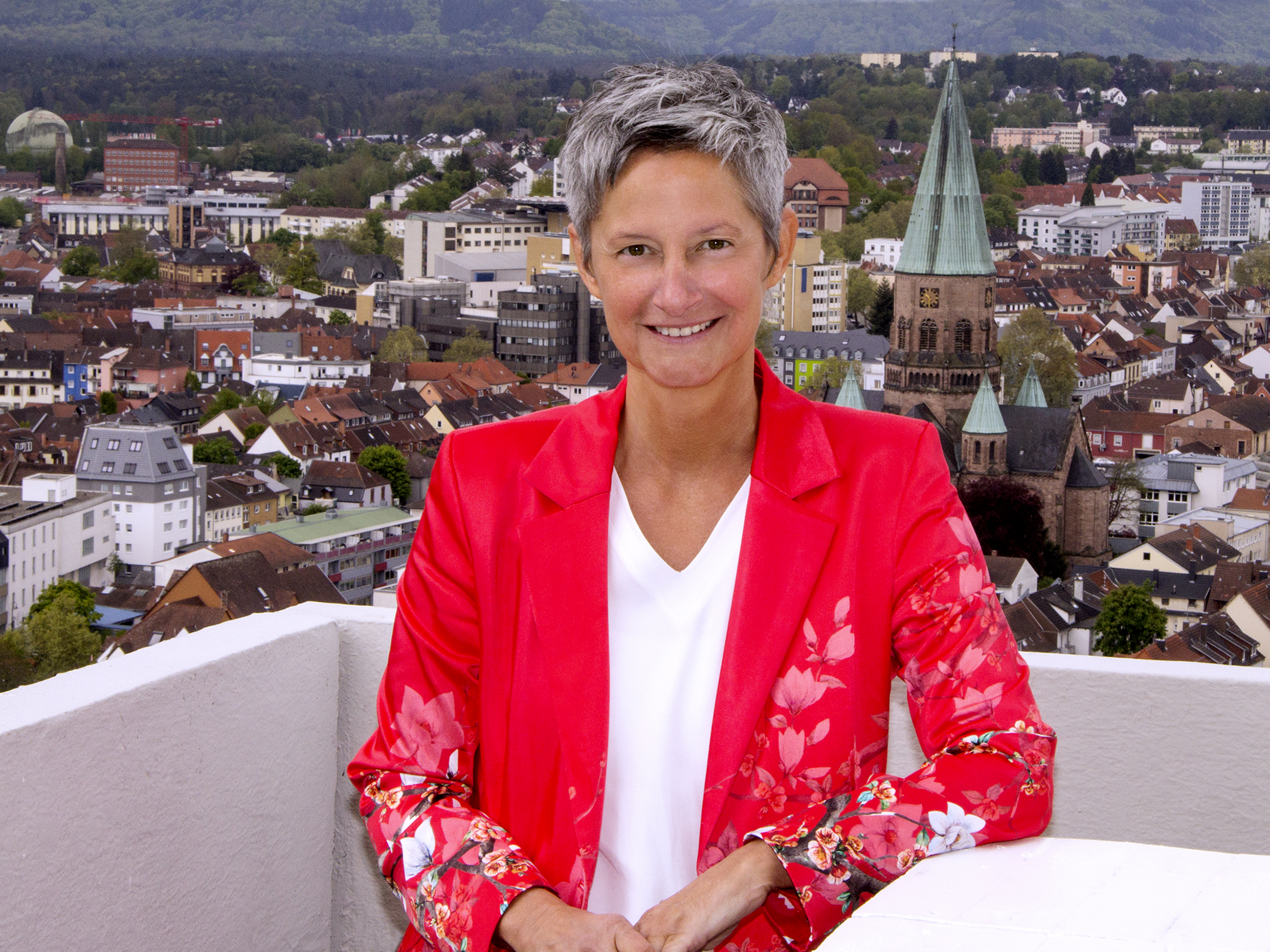
Beate Kimmel (2019)

Beate Kimmel (* 1968 in Kaiserslautern) ist eine deutsche Kommunalpolitikerin (SPD). Seit dem 1. September 2023 ist sie Oberbürgermeisterin von Kaiserslautern.

## Werdegang
Beate Kimmel ist Tochter des evangelischen Pfarrers Helmut Kimmel und einer Lehrerin. Sie hat fünf ältere Geschwister und machte ihr Abitur 1988 am Burggymnasium Kaiserslautern. Danach absolvierte Kimmel eine Ausbildung für den nichttechnischen gehobenen Dienst bei der Bezirksregierung Rheinhessen-Pfalz, wobei sie an der Verwaltungshochschule in Mayen studierte, und schloss diese als Diplom-Verwaltungswirtin ab. Später qualifizierte sich für den höheren Dienst. Ab Juli 1991 wurde sie im Liegenschaftsamt der Stadtverwaltung Kaiserslautern eingesetzt. Später wechselte sie ins Rechnungsprüfungsamt der Stadtverwaltung Kaiserslautern. 1999 wurde sie Mitglied der SPD. Im Februar 2000 ging sie als persönliche Referentin des Präsidenten Klaus Weichel zur Struktur- und Genehmigungsdirektion Süd nach Neustadt an der Weinstraße. 2003 erhielt sie zusätzlich die Leitung des Referats Öffentlichkeitsarbeit. 2006 und 2007 war sie Wahlkampfmanagerin von Klaus Weichel. Ab 2007 arbeitete sie als persönliche Referentin des Oberbürgermeisters der Stadt Kaiserslautern, Klaus Weichel, bevor sie im Mai 2010 zur Personalchefin der Kaiserslauterer Stadtverwaltung befördert wurde.
Am 12. November 2018 wurde Kimmel während der Stadtratssitzung als neue Bürgermeisterin Kaiserslauterns von Oberbürgermeister Weichel ins Amt eingeführt und vereidigt. Sie wurde Nachfolgerin von Susanne Wimmer-Leonhard an, die Mitte Oktober 2018 als Vizepräsidentin an den Rechnungshofs Rheinland-Pfalz in Speyer wechselte. Als Bürgermeisterin war Kimmel für die Referate Recht und Ordnung, Kultur sowie die Stadtbildpflege Kaiserslautern zuständig.
Beate Kimmel siegte am 26. Februar 2023 in der Stichwahl für das Amt der Oberbürgermeisterin als Nachfolgerin des nicht mehr angetretenen Klaus Weichel mit 62,3 Prozent der Stimmen. Ihre Kontrahentin Anja Pfeiffer (CDU) erhielt demnach 37,8 Prozent der Stimmen. Die Wahlbeteiligung lag bei knapp 28 Prozent – beim ersten Wahlgang zwei Wochen zuvor hatte sie noch bei 35 Prozent gelegen und Kimmel als beste Kandidatin 36,5 % der Stimmen erzielt. Am 1. September 2023 trat sie ihr neues Amt als Oberbürgermeisterin der Stadt Kaiserslautern an.
Innerhalb ihrer Partei engagierte sich Beate Kimmel im Stadtverbandsvorstand und im Landesvorstand.
Beate Kimmel ist seit 1993 verheiratet. In ihrer Freizeit fungiert Beate Kimmel seit 2011 als ehrenamtliche Präsidentin der TSG Kaiserslautern.